# Capa de hielo de la Isla Severny
La Capa de hielo de la Isla Severny o bien la capa de hielo de la Isla del Norte (en ruso: Ледяная шапка Северного острова) es un glaciar en la isla de Severny, la isla del norte del archipiélago de Nueva Zembla, en Rusia. Cubre el 40% de la isla de Severny (que es la trigésima isla más grande en el mundo). Con una superficie total de unos 20.500 kilómetros cuadrados, constituye el glaciar más grande por área en Europa (si se cuenta como parte de ella) superando fácilmente a Austfonna que ocupa el segundo lugar en el ranking con 8105 kilómetros cuadrados, y al tercero, Vatnajökull, con 8100 kilómetros cuadrados.